# Journal of Medicinal Chemistry
Journal of Medicinal Chemistry（ジャーナル・オブ・メディシナル・ケミストリー、略称：J. Med. Chem.）は、アメリカ化学会によって1959年に創刊された査読付き学術雑誌である。創刊当初の雑誌名はJournal of Medicinal and Pharmaceutical Chemistryだったが、1963年に現在の名称に変更された。
Journal of Medicinal Chemistryには、化学と生物活性の相関に着目した分子構造と生物活性の関連に関する原著論文が掲載されている。Journal of Medicinal Chemistryは医薬品化学（メディシナル・ケミストリー）の分野における最高峰の雑誌の一つである。
2011年のインパクトファクターは5.248。2012年には、総計52,858回引用されている。2012年に掲載された論文は775報である。
ミネソタ大学のPhilip S. Portoghese教授が、1972年からチーフ・エディターを務めている。